# Fausto Beretta
Fausto Beretta (Ferrara, 28 febbraio 1898 – Mai Beles, 21 gennaio 1936) è stato un militare e musicista italiano, insignito della medaglia d'oro al valor militare alla memoria nel corso della guerra d'Etiopia.

## Biografia
Nacque a Ferrara il 28 febbraio 1898, figlio di Pietro.  Arruolato nel Regio Esercito a partire dal maggio 1917, prese parte alla prima guerra mondiale  in forza al 9º Reggimento bersaglieri. Pochi mesi dopo venne promosso aspirante ufficiale passando in servizio al 38º Reggimento fanteria e nel 1918, col grado di tenente di complemento, fu assegnato all'11º Reggimento bersaglieri al comando del reparto lanciafiamme. Congedato alla fine del conflitto, riprese i suoi studi di musica e di scultura. Frequentò l'Istituto musicale "G. Frescobaldi", dove divenne in breve l'allievo prediletto del maestro Pellegrino Neri. Si diplomò successivamente con il massimo dei voti presso il Conservatorio "G. Rossini" di Pesaro.
Per la sua produzione di composizioni sentimentali melodiche ed i suoi cori a quattro voci maschili e misti, ottenne la direzione di famose corali cittadine, cioè la "Vincenzo Bellini" e l'Orfeonica, esibendosi nelle maggiori città italiane. Diresse le bande di Codigoro, dove risiedette fino al 1931, Ospital Monacale, Voghenza, Rero di Tresigallo e Portomaggiore. Fu insignito del diploma di Accademico in tromba presso la Regia Accademia di Bologna, sostituendo spesso sia Vittore Veneziani che Gino Neri nella sua direzione.
Nel 1929 fu nominato capo della banda musicale della 76ª Legione della Milizia Volontaria Sicurezza Nazionale col grado di capomanipolo. Nel maggio 1935 fu richiamato in servizio attivo e con lo stesso grado partì volontario con i complementi destinati al gruppo CC.NN. dell'Eritrea. Al suo sbarco a Massaua venne assegnato al I Gruppo battaglioni CC.NN. come comandante del reparto esploratori.
Partecipò alla guerra d'Etiopia e cadde in combattimento a Mai Beles il 21 gennaio 1936. Per onorarne il coraggio fu insignito della medaglia d'oro al valor militare alla memoria.

### Annotazioni
1. ↑  Di professione scalpellino del marmo, aveva la bottega collocata in Via Scienze, all'angolo con Via del Carbone.
2. ↑  Anche se suonò pure l'harmonium.

### Fonti
1. 1 2 3 4 5 6 7  Combattenti Liberazione.
2. 1 2 3 4  Gruppo Medaglie d'Oro al Valor Militare 1965, p. 139.
3. 1 2 3 4  Ferrara nascosta.
4. ↑   Medaglia d'oro al valor militare Beretta, Fausto, su quirinale.it, Quirinale. URL consultato l'11 luglio 2021.